# Derivada de Lie
En matemática, una derivada de Lie es una derivación en el álgebra de funciones diferenciables sobre una variedad diferenciable {\displaystyle {\mathcal {M}}}, cuya definición puede extenderse al álgebra tensorial de la variedad. Obtenemos entonces lo que en topología diferencial se denomina derivación tensorial:
una aplicación {\displaystyle \mathbb {R} }-lineal sobre el conjunto de tensores de tipo {\displaystyle (r,s)}, que preserva el tipo tensorial y satisface la regla del producto de Leibniz y que conmuta con las contracciones. 
Para definir la derivada de Lie sobre el conjunto de tensores de tipo {\displaystyle (r,s)} bastará con definir su acción sobre funciones y sobre campos de vectores:
Así, si {\displaystyle X} es un campo diferenciable de vectores, se define la derivada de Lie con respecto a X como la única derivación tensorial tal que:
- {\displaystyle {\mathcal {L}}_{X}f=X(f).} para toda función diferenciable {\displaystyle f}.
- {\displaystyle {\mathcal {L}}_{X}Y=[X,Y].} para todo campo diferenciable {\displaystyle Y}. Donde {\displaystyle [,]} es el corchete de Lie.

La derivada así definida satisfará automáticamente las propiedades citadas de una derivación tensorial:
- la regla del producto

{\displaystyle {\mathcal {L}}_{X}(S\otimes T)=({\mathcal {L}}_{X}S)\otimes T+S\otimes ({\mathcal {L}}_{X}T).}
- conmutará con las contracciones.

El espacio vectorial de todas las derivadas de Lie en {\displaystyle {\mathcal {M}}} forma a su vez un álgebra de Lie de dimensión infinita con respecto al corchete de Lie. 
Aunque menos habitual, también se denota a la derivada de Lie de {\displaystyle Y} respecto de un campo {\displaystyle X} como {\displaystyle X^{L}Y}. Esta notación, en ocasiones más limpia que la anterior pues evita subíndices, proviene del profesor Juan Bautista Sancho Guimerá.[cita requerida]

## Derivada de Lie de campos tensoriales
En geometría diferencial, si tenemos un tensor diferenciable T de rango (p, q) (es decir una función lineal de secciones diferenciables, 
α, β, ... del T*M fibrado cotangente y X, Y,... del TM fibrado tangente, 
T(α,β...,X,Y ,...) 
Tales que para cualesquiera funciones diferenciables 
f1...,fp...,fp+q, T(f1α,f2β...,fp+1X,fp+2Y,...) = f1f2... fp+1fp+2... fp+q T(α, β..., X, Y ,...)) 
y un campo vectorial (sección del fibrado tangente) A diferenciable, entonces la función lineal:
(£AT)(α, β,..., X, Y,...) ≡ ∇A T(α, β,..., X, Y,...) - ∇T(-,β...,X,Y,...)A(α)-... + T(α, β...,∇XA,Y,...)+...
es independiente de la conexión ∇ que se utiliza, mientras sea libre de torsión, y es, de hecho, un tensor.
Este tensor se llama la derivada de Lie de T con respecto a A.